# Rajd Brazylii 1982
Rajd Brazylii 1982 (4. Marlboro Rallye do Brasil) – 4 Rajd Brazylii, rozgrywany w Brazylii w dniach 11-14 sierpnia. Była to ósma ma runda Rajdowych Mistrzostw Świata w roku 1982. Rajd został rozegrany na szutrze. Bazą rajdu było miasto São Paulo.

## Zwycięzcy odcinków specjalnych[1]
| Etap | Data        | OS | Godzina | Nazwa             | Długość  | Zwycięzca                   | Czas             | Śred. pręd       | Lider rajdu    |
| ---- | ----------- | -- | ------- | ----------------- | -------- | --------------------------- | ---------------- | ---------------- | -------------- |
| 1    | 11 sierpnia | 1  | b.d.    | Santa Isabel      | 13,51 km | Hannu Mikkola               | 6:46             | 119,79 km/h      | Hannu Mikkola  |
| 1    | 11 sierpnia | 2  | b.d.    | Guararema         | 14,71 km | Walter Röhrl                | 8:19             | 106,12 km/h      | Hannu Mikkola  |
| 1    | 11 sierpnia | 3  | b.d.    | Santa Branca      | 17,83 km | Hannu Mikkola               | 14:54            | 71,80 km/h       | Hannu Mikkola  |
| 1    | 11 sierpnia | 4  | b.d.    | Salesopolis       | 70,15 km | Walter Röhrl                | 45:39            | 92,20 km/h       | Walter Röhrl   |
| 1    | 11 sierpnia | 5  | b.d.    | Catucaba          | 33,39 km | Michèle Mouton              | 24:37            | 81,38 km/h       | Walter Röhrl   |
| 1    | 11 sierpnia | 6  | b.d.    | Barril            | 61,50 km | Michèle Mouton              | 45:54            | 80,39 km/h       | Michèle Mouton |
| 1    | 11 sierpnia | 7  | b.d.    | b.d.              | b.d.     | Odcinek odwołany            | Odcinek odwołany | Odcinek odwołany | Michèle Mouton |
| 1    | 11 sierpnia | 8  | b.d.    | Formoso           | 22,79 km | Walter Röhrl                | 16:58            | 80,59 km/h       | Walter Röhrl   |
| 1    | 11 sierpnia | 9  | b.d.    | Rio Claro         | 40,05 km | Michèle Mouton              | 24:07            | 99,64 km/h       | Walter Röhrl   |
|      |             |    |         |                   |          |                             |                  |                  | Walter Röhrl   |
| 2    | 12 sierpnia | 10 | b.d.    | Vale das Videiras | 42,78 km | Michèle Mouton              | 30:16            | 84,81 km/h       | Walter Röhrl   |
| 2    | 12 sierpnia | 11 | b.d.    | Cavaru            | 28,27 km | Michèle Mouton              | 18:49            | 90,14 km/h       | Walter Röhrl   |
| 2    | 12 sierpnia | 12 | b.d.    | Caminho de Pedro  | 10,53 km | Michèle Mouton              | 9:09             | 69,05 km/h       | Walter Röhrl   |
|      |             |    |         |                   |          |                             |                  |                  | Walter Röhrl   |
| 3    | 13 sierpnia | 13 | b.d.    | Marica            | 9,31 km  | Walter Röhrl                | 5:24             | 103,44 km/h      | Walter Röhrl   |
| 3    | 13 sierpnia | 14 | b.d.    | b.d.              | b.d.     | Odcinek odwołany            | Odcinek odwołany | Odcinek odwołany | Walter Röhrl   |
| 3    | 13 sierpnia | 15 | b.d.    | b.d.              | b.d.     | Odcinek odwołany            | Odcinek odwołany | Odcinek odwołany | Walter Röhrl   |
| 3    | 13 sierpnia | 16 | b.d.    | Cavaru            | 16,63 km | Michèle Mouton              | 8:27             | 118,08 km/h      | Walter Röhrl   |
| 3    | 13 sierpnia | 17 | b.d.    | Iguaba            | 21,58 km | Michèle Mouton              | 11:41            | 110,82 km/h      | Walter Röhrl   |
| 3    | 13 sierpnia | 18 | b.d.    | Araca 2           | 28,84 km | Michèle Mouton              | 12:52            | 134,49 km/h      | Walter Röhrl   |
| 3    | 13 sierpnia | 19 | b.d.    | Mireiros 2        | 16,63 km | Michèle Mouton              | 8:17             | 120,46 km/h      | Walter Röhrl   |
| 3    | 13 sierpnia | 20 | b.d.    | b.d.              | b.d.     | Odcinek odwołany            | Odcinek odwołany | Odcinek odwołany | Walter Röhrl   |
|      |             |    |         |                   |          |                             |                  |                  | Walter Röhrl   |
| 4    | 14 sierpnia | 21 | b.d.    | Pirai             | 18,15 km | Michèle Mouton              | 12:13            | 89,14 km/h       | Walter Röhrl   |
| 4    | 14 sierpnia | 22 | b.d.    | b.d.              | b.d.     | Odcinek odwołany            | Odcinek odwołany | Odcinek odwołany | Walter Röhrl   |
| 4    | 14 sierpnia | 23 | b.d.    | Retiro 1          | 32,66 km | Michèle Mouton              | 26:40            | 73,48 km/h       | Walter Röhrl   |
| 4    | 14 sierpnia | 24 | b.d.    | Itapeva 1         | 13,19 km | Michèle Mouton              | 9:57             | 79,54 km/h       | Michèle Mouton |
| 4    | 14 sierpnia | 25 | b.d.    | San Bernardo      | 33,38 km | Walter Röhrl Michèle Mouton | 26:54            | 74,45 km/h       | Michèle Mouton |
| 4    | 14 sierpnia | 26 | b.d.    | Retiro 2          | 32,66 km | Michèle Mouton              | 26:36            | 73,67 km/h       | Michèle Mouton |
| 4    | 14 sierpnia | 27 | b.d.    | Itapeva 2         | 13,19 km | Michèle Mouton              | 9:08             | 86,49 km/h       | Michèle Mouton |
| 4    | 14 sierpnia | 28 | b.d.    | Coletas           | 62,95 km | Michèle Mouton              | 46:11            | 81,78 km/h       | Michèle Mouton |
| 4    | 14 sierpnia | 29 | b.d.    | Paraibuna         | 51,30 km | Michèle Mouton              | 42:13            | 72,91 km/h       | Michèle Mouton |

| Zwycięzcy OS-ów | Zwycięzcy OS-ów |
| Kierowca        | Ilość           |
| --------------- | --------------- |
| Michèle Mouton  | 18              |
| Walter Röhrl    | 5               |
| Hannu Mikkola   | 2               |

- Uwaga: Nazwy i długości odcinków specjalnych 7, 14, 15, 20 i 22 są nieznane.

## Wyniki końcowe rajdu[2]
| Msc. | Kierowca            | Pilot                 | Samochód                      | Czas     | Strata   | Grupa |
| ---- | ------------------- | --------------------- | ----------------------------- | -------- | -------- | ----- |
| 1    | Michèle Mouton      | Fabrizia Pons         | Audi Quattro                  | 8:16.24  | 0.0      | 4     |
| 2.   | Walter Röhrl        | Christian Geistdörfer | Opel Ascona 400               | 8:51.49  | +35.25   | 4     |
| 3.   | Domingo De Vitta    | Daniel Muzio          | Ford Escort 1600 MKII         | 10:15.30 | +1:59.06 | 2     |
| 4.   | Aparecido Rodrigues | José Mattos           | Volkswagen Passat 1.6         | 11:41.08 | +3:24.44 | 2     |
| 5.   | Ricardo Costa       | Valter Vieira         | Volkswagen Passat 1.6 Alcohol | 12:07:32 | +3:51:08 | b.d.  |

## Klasyfikacja po 8 rundach
Tabele przedstawiają tylko pięć pierwszych miejsc.

### Kierowcy
| Lp. | Kierowca       | Pkt |
| --- | -------------- | --- |
| 1   | Walter Röhrl   | 89  |
| 2   | Michèle Mouton | 72  |
| 3   | Per Eklund     | 40  |
| 4   | Shekhar Mehta  | 30  |
| 5   | Stig Blomqvist | 20  |

### Producenci
| Lp. | Producent | Pkt |
| --- | --------- | --- |
| 1   | Opel      | 97  |
| 2   | Audi      | 68  |
| 3   | Ford      | 45  |
| 4   | Nissan    | 42  |
| 5   | Toyota    | 34  |